# Jim Parsons
James Joseph "Jim" Parsons (24 de març de 1973 a Houston, Texas), és un actor estatunidenc de televisió i cine. El seu paper més conegut és el de Sheldon Cooper, un dels personatges principals de la sèrie televisiva estatunidenca The Big Bang Theory. Interpreta un físic teòric que té un trastorn obsessiucompulsiu (TOC), egòlatra, amb formes d'Asperger i ineptitud social; paper pel que ha guanyat múltiples premis: tres Premis Emmy i un Globus d'Or.

## Biografia
Es va llicenciar en teatre per la Universitat de Houston. Mentre estudiava a la Universitat, ajudà a crear l'Infernal Bridegroom Productions, que era una companyia de teatre sense ànim de lucre, que plegà en juliol del 2007 per problemes econòmics després de 14 anys i una llarga llista de premis. Després d'obtenir un màster en The Old Globe Theatre, a San Diego, es mudà a Nova York per seguir la seva carrera com a actor.
Durant els seus inicis, va treballar per al Microsoft Sidewalk, a Houston.
Al principi només tenia ofertes d'espectacles de baix pressupost de Broadway i diferents anuncis comercials. Al cap d'un temps va obtenir un petit rol en la sèrie televisiva Ed i una aparició en la comèdia dramàtica Garden State. També es presentà per quinze episodis pilots de sèries que mai s'han estrenat.
El 2009 va obtenir la seva primera nominació als premis Emmy en la categoria de millor actor en una sèrie còmica, gràcies al seu paper de Sheldon Cooper a la sèrie de Big Bang Theory. El 2010, després de tres nominacions, va aconseguir guanyar el premi. El 2011 va guanyar el Globus d'or al millor actor televisiu de comèdia o musical.
Actualment viu a Los Angeles. En una entrevista per al New York Times, al maig de 2012, va fer pública la seva homosexualitat, així com la seva parella estable des de feia més de 10 anys: en Todd Spiewak.
El 12 de març 2015 li va ser atorgada una estrella (la número 2.545) al Passeig de la Fama de Hollywood (Los Angeles) pel seu paper com Sheldon Cooper a la sèrie The Big Bang Theory.

## Filmografia

### Pel·lícules
| Any  | Títol                                      | Paper              | Notes              |
| ---- | ------------------------------------------ | ------------------ | ------------------ |
| 2003 | Happy End                                  | Ajudant de càsting |                    |
| 2004 | Alguna cosa en comú                        | Tim                |                    |
| 2005 | Heights                                    | Oliver             |                    |
| 2005 | The Great New Wonderful                    | Justin             |                    |
| 2005 | The King's Inn                             | Sidney             | Curtmetratge       |
| 2006 | Dona'm deu raons                           | Recepcionista      |                    |
| 2006 | School for Scoundrels                      | Company de classe  |                    |
| 2007 | On the Road with Judas                     | Jimmy Pea          |                    |
| 2007 | Gardener of Eden                           | Spim               |                    |
| 2011 | The Big Year                               | Crane              |                    |
| 2011 | The Muppets                                | Walter humà        | Cameo              |
| 2012 | Sunset Stories                             | Prince             |                    |
| 2014 | Wish I Was Here                            | Paul               |                    |
| 2015 | Home: Llar dolça llar                      | Oh                 | Doblatge en anglès |
| 2015 | Visions                                    | Dr. Mathison       |                    |
| 2016 | Hidden Figures                             | Paul Stafford      |                    |
| 2018 | A Kid Like Jake                            | Greg Wheeler       | També productor    |
| 2019 | Extremely Wicked, Shockingly Evil and Vile | Larry Simpson      |                    |
| 2020 | The Boys in the Band                       | Michael            |                    |

### Televisió
| Any          | Títol                                           | Paper                       | Notes                                                         |
| ------------ | ----------------------------------------------- | --------------------------- | ------------------------------------------------------------- |
| 2002         | Ed                                              | Chet                        | Episodi: "The Road"                                           |
| 2004–2005    | Judging Amy                                     | Rob Holbrook                | 7 episodis                                                    |
| 2007–2019    | The Big Bang Theory                             | Sheldon Cooper              | Paper principal                                               |
| 2009, 2012   | Family Guy                                      | Sheldon Cooper / Gay-Jacker | Doblatge en anglès Episodis: "Business Guy" i "Joe's Revenge" |
| 2010         | Glenn Martin, DDS                               | Draven                      | Doblatge en anglès Episodi: "Jackie's Get-Witch-Quick Scheme" |
| 2011         | The Super Hero Squad Show                       | Nightmare                   | Doblatge en anglès Episodi: "Blind Rage Knows No Color"       |
| 2011         | Pound Puppies                                   | Milton Feltwaddle           | Doblatge en anglès 2 episodis                                 |
| 2011         | iCarly                                          | Caleb                       | Episodi: "iLost My Mind"                                      |
| 2011         | Eureka                                          | Carl the Jeep               | Doblatge en anglès Episodi: "Do You See What I See"           |
| 2012         | The High Fructose Adventures of Annoying Orange | Henry Applesauce            | Doblatge en anglès Episodi: "Generic Holiday Special"         |
| 2012         | Kick Buttowski: Suburban Daredevil              | Larry Wilder                | Doblatge en anglès Episodi: "Jock Wilder's Nature Camp"       |
| 2013         | Who Do You Think You Are?                       | Ell mateix                  | Temporada 4, episodi 8                                        |
| 2014         | Saturday Night Live                             | Amfitrió                    | Episodi: "Jim Parsons/Beck"                                   |
| 2014         | The Normal Heart                                | Tommy Boatwright            | Telefilm                                                      |
| 2014         | Elf: Buddy's Musical Christmas                  | Buddy                       | Doblatge en anglès                                            |
| 2016         | SuperMansion                                    | Sr. Skibumpers              | Doblatge en anglès Episodi: "SuperMansion: War on Christmas"  |
| 2017         | Michael Jackson's Halloween                     | Hay Man                     | Doblatge en anglès                                            |
| 2017–present | Young Sheldon                                   | Sheldon Cooper adult (veu)  | Narrador, també productor executiu                            |
| 2020         | Els Simpson                                     | Ell mateix                  | Doblatge en anglès Episodi: "Frinkcoin"                       |
| 2020         | Hollywood                                       | Henry Willson               | Minisèrie Paper principal; també productor executiu           |

### Premis i nominacions
| Any  | Premi       | Categoria                              | Treball             | Resultat  |
| ---- | ----------- | -------------------------------------- | ------------------- | --------- |
| 2009 | Emmy        | Millor actor en sèrie còmica           | The Big Bang Theory | Nominat   |
| 2010 | Emmy        | Millor actor en sèrie còmica           | The Big Bang Theory | Guanyador |
| 2011 | Globus d'Or | Millor actor en sèrie musical o còmica | The Big Bang Theory | Guanyador |
| 2011 | Emmy        | Millor actor en sèrie còmica           | The Big Bang Theory | Guanyador |
| 2012 | Emmy        | Millor actor en sèrie còmica           | The Big Bang Theory | Nominat   |
| 2013 | Globus d'Or | Millor actor en sèrie musical o còmica | The Big Bang Theory | Nominat   |
| 2013 | Emmy        | Millor actor en sèrie còmica           | The Big Bang Theory | Guanyador |